# Escala Medvédev-Sponheuer-Kárník
La escala Medvédev-Sponheuer-Kárník, también conocida como escala MSK o MSK-64, es una escala de intensidad macrosísmica usada para evaluar la fuerza de los movimientos de tierra basándose en los efectos destructivos en las construcciones humanas y en el cambio de aspecto del terreno, así como en el grado de afectación entre la población. Tiene doce grados de intensidad, siendo el más bajo el número uno, y expresados en números romanos para evitar el uso de decimales. 
Fue propuesta en 1964 por Serguéi Medvédev (Antigua URSS), Wilhelm Sponheuer (Antigua Alemania del Este, RDA) y Vít Kárník (Antigua Checoslovaquia). Está basada en los datos disponibles a principios de los años sesenta obtenidos mediante la aplicación de la escala Mercalli Modificada y también mediante la aplicación de la versión de 1953 de la escala de Medvédev conocida como la escala de intensidad sísmica de GEOFIAN. 
La escala MSK pasó a ser muy utilizada en Europa y en la URSS con pequeñas modificaciones en la década de los setenta y a principios de los ochenta. Al inicio de la década de los noventa, la Comisión Sismológica Europea usó muchos de los principios postulados en la escala MSK para desarrollar la Escala macrosísmica europea (EMS-98), que es utilizada como estándar para la medición de la actividad sísmica y de su intensidad en los países europeos. La escala MSK-64 se usa aún en India, Israel, Rusia y en la Commonwealth. 
La escala MSK es parecida a la escala Mercalli Modificada, que se utiliza en Estados Unidos. 

## Grados

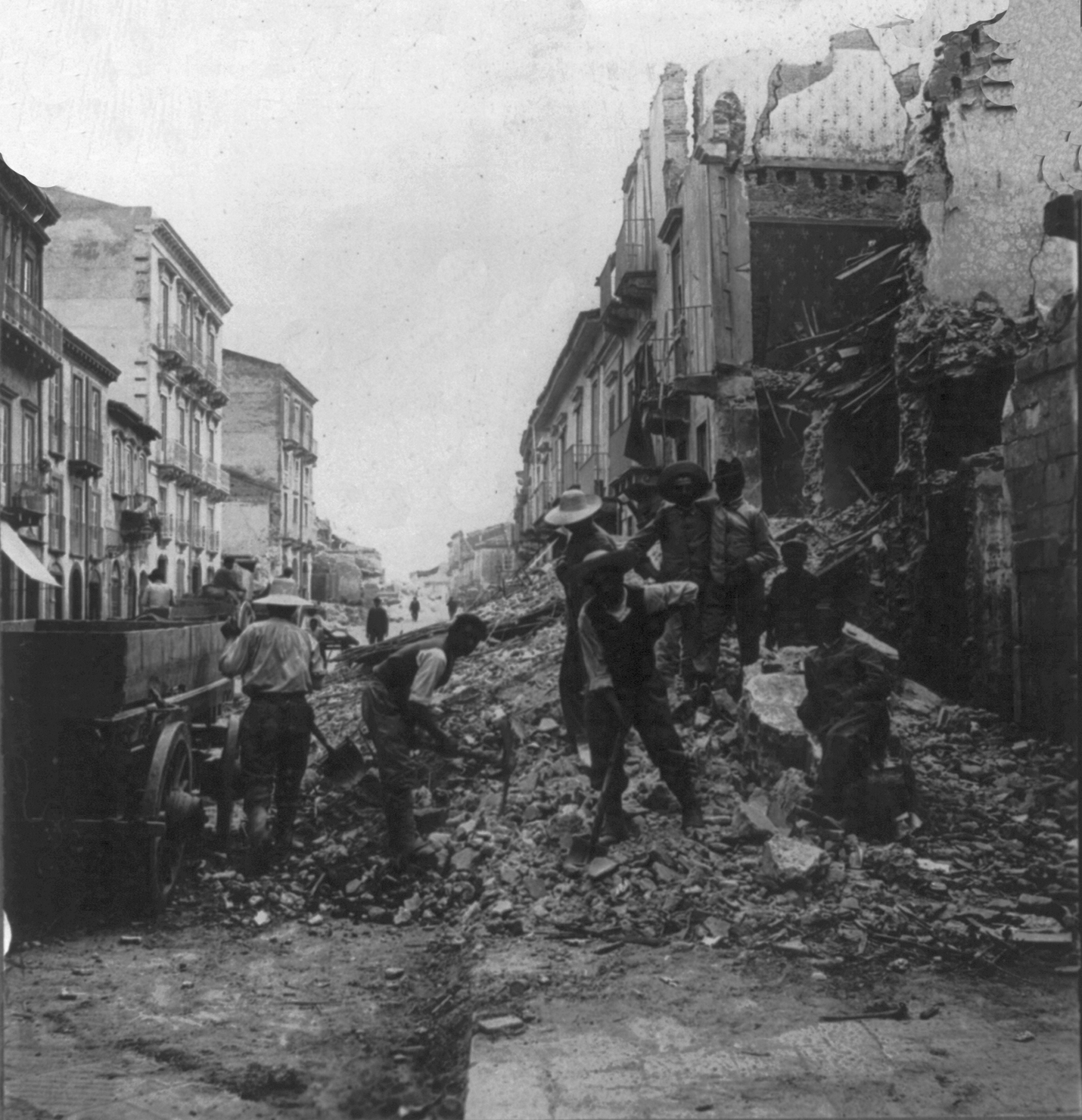
Terremoto en Sicilia.

### Grado I: no perceptible
Registrado solo por los sismógrafos más sensibles. No afecta ni a objetos ni a edificios ni estructuras.

### Grado II: difícilmente perceptible
Las estructuras y objetos no lo notan, pero sí pueden notarlo personas en reposo. 

### Grado III: débil
Los edificios no sufren daño, aunque algunos objetos colgantes pueden balancearse ligeramente. Puede ser notado por unos pocos dentro de casas. Vibración comparable a las provocadas por un camión pequeño. 

### Grado IV: bastante notado
Dentro de los edificios es notado por muchos. Algunas personas dormidas se despiertan. Cristales, porcelana, ventanas y puertas tiemblan y hacen pequeños golpeteos. Algunos pocos muebles que no pesen pueden vibrar visiblemente. Vibraciones moderadas, comparadas a las provocadas por un camión grande. 

### Grado V: algo fuerte
La mayoría de las personas dentro de edificios lo nota, pero solo unos pocos al aire libre, donde corren algunos pocos, asustados. Los observadores notan el balanceo del edificio, de los muebles o el temblor de las paredes. Los objetos colgantes se balancean muy notablemente. La porcelana y los vasos 
chocan entre sí y hacen bastante ruido. Muchas personas que duermen despiertan. Las ventanas y las puertas empiezan a abrirse y cerrarse. En algunos casos, incluso algunas ventanas pueden llegar a romperse. Los líquidos se desplazan y se pueden salir de recipientes llenos. Los animales en casas pueden empezar a sentirse intranquilos. Algunos edificios mal construidos sufren ligeros daños.

### Grado VI: fuerte
La gran mayoría lo siente dentro de edificios y ya son muchos los que lo sienten fuera. Unas pocas personas pierden el equilibrio. Mucha gente corre asustada hacia la calle. Pueden caerse pequeños objetos y los muebles sufren un leve desplazamiento. Vajillas y cristalerías pueden romperse. Puede que animales de granja se sientan inquietos. Daño visible en obras de trabajos de mampostería, como grietas en la escayola. También hay grietas solitarias en el suelo. 

### Grado VII: muy fuerte
La mayoría de la gente está asustada e intenta correr hacia la calle. Los muebles se desplazan y pueden llegar a volcarse. Los objetos en las estanterías caen. El agua salpica en los recipientes. Daño grave a edificios viejos. Las chimeneas de mampostería se desploman. Aparecen grietas en los edificios. Se producen pequeños corrimientos de tierra. 

### Grado VIII: bastante dañino
A muchas personas les es difícil mantener el equilibrio, incluso al aire libre. Los muebles corren riesgo de volcarse. Se agravan las grietas, los edificios más antiguos se derrumban parcialmente o sufren grandes daños. Se pueden apreciar ondas en suelos muy blandos. Se pueden producir corrimientos de tierra y desprendimiento de rocas. 

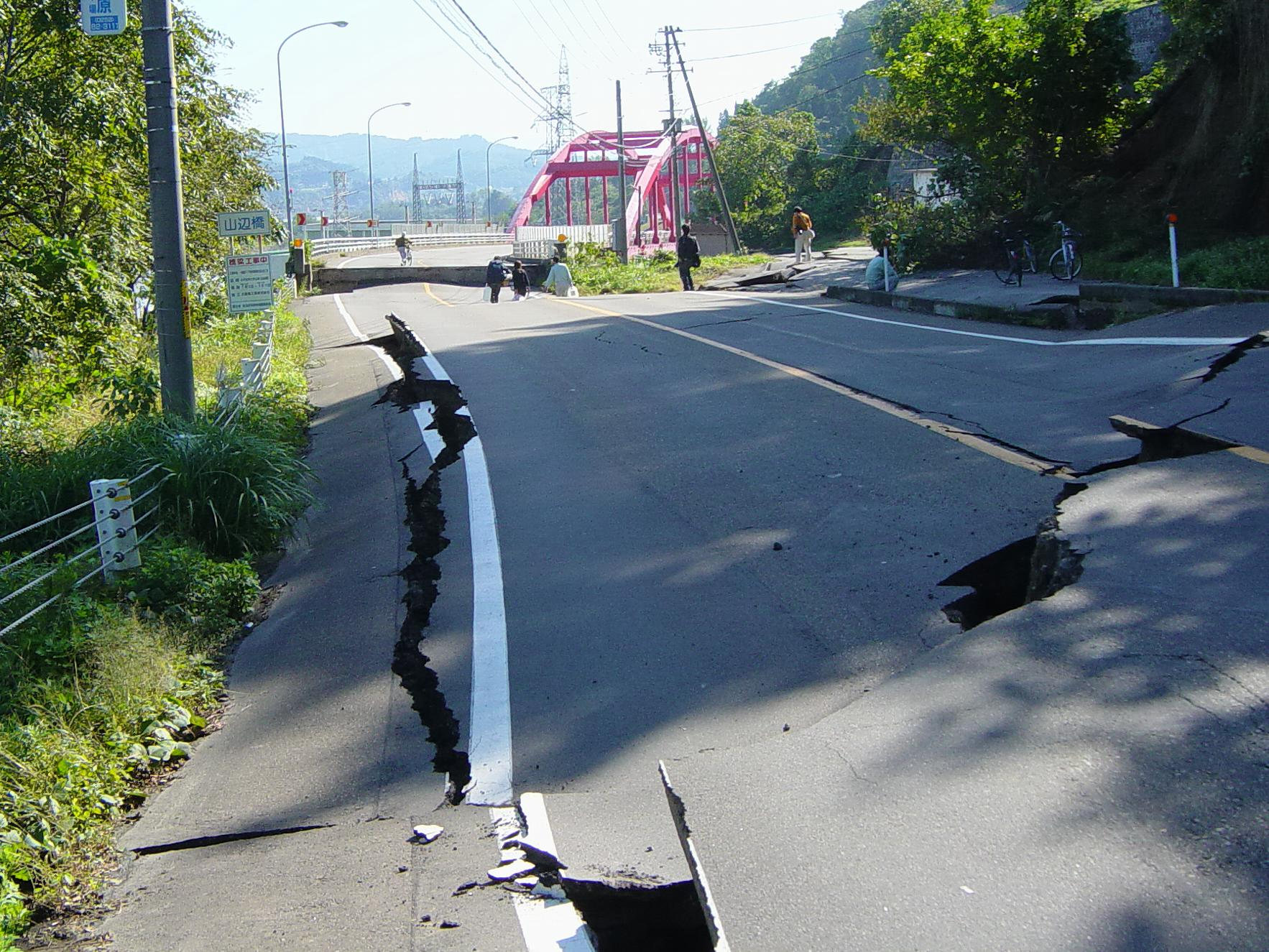
Puente Yamabe en Chuetsu en 2004.

### Grado IX: destructivo
Pánico general. Mucha gente cae a la fuerza al suelo. Se ven ondas en suelos no tan blandos. Se desploman las estructuras no muy bien construidas. Daño considerable a estructuras bien construidas. Se rompen las canalizaciones subterráneas. Grietas en el suelo y corrimientos de tierra generalizados. 

### Grado X: devastador
Se destruyen puentes y diques y se tuercen las vías de ferrocarril, así que las infraestructuras quedan inutilizadas. Desprendimientos de tierra más que generalizados y más graves. 

### Grado XI: catastrófico
La mayoría de las construcciones son destruidas. Las perturbaciones del terreno se extienden por todos lados. Riesgo de tsunamis. 

### Grado XII: extremadamente catastrófico
Todas las construcciones, subterráneas o no, han sido destruidas. El suelo se mueve como olas del mar. El terreno y el paisaje han cambiado, así como el cauce de los ríos. Tsunamis.